# Planétarium de Reims
 (janvier 2020).
Si vous disposez d'ouvrages ou d'articles de référence ou si vous connaissez des sites web de qualité traitant du thème abordé ici, merci de compléter l'article en donnant les références utiles à sa vérifiabilité et en les liant à la section « Notes et références ».
Le Planétarium de Reims est un établissement de culture scientifique situé à Reims, entièrement reconstruit et modernisé sur un nouveau site en 2013. Créé en 1979, ouvert au public le 1er mars 1980, il est le premier planétarium à avoir été installé en province, et donc le deuxième en France, après celui du Palais de la découverte, à Paris. Le Planétarium de Reims est une structure culturelle de la Ville de Reims.

## Historique
Le planétarium de Reims est un lieu de diffusion de la culture scientifique, et plus particulièrement de l’astronomie auprès des scolaires et du grand-public. Le système de projection permet d’observer les mouvements de la Lune, des planètes et des étoiles, et apprendre à reconnaître les constellations.
Le premier planétarium était installé place Museux dans le cadre historique de l’Ancien Collège des Jésuites, ensemble architectural du XVIIe siècle, où il a fonctionné du 1er mars 1980 au 6 janvier 2013. La salle mesurait 6 mètres de diamètre, pour une capacité de 40 places. Il était équipé d’un projecteur astronomique Zeiss ZKP2. Au fil du temps, le projecteur fut complété d’un dispositif multimédia (projecteurs de diapositives, ordinateurs, vidéo projecteurs, projecteurs d’effets spéciaux) afin de rendre les séances plus vivantes et de permettre aux animateurs d’avoir davantage de supports pédagogiques (images, vidéos). La fréquentation moyenne annuelle était de 26 000 visiteurs (scolaires et grand public). En 2003, il a fêté son 500 000e visiteur.

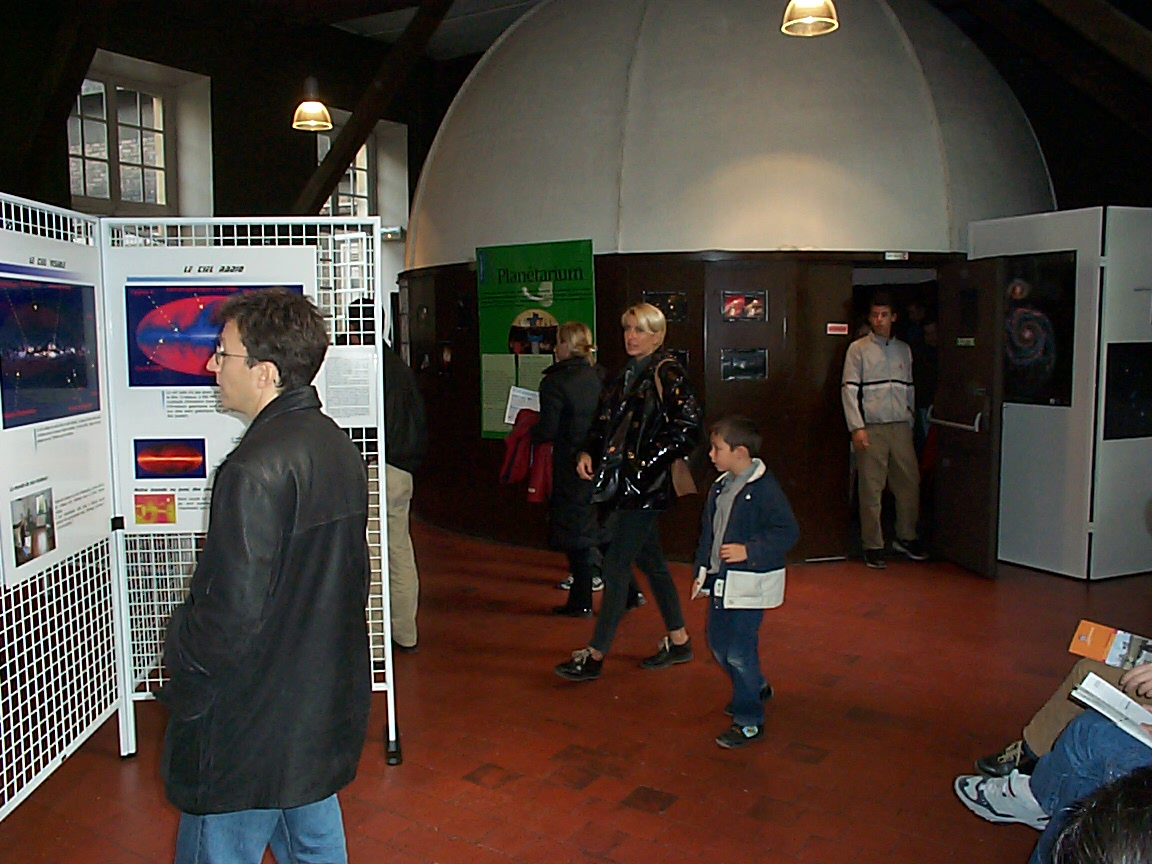
La salle d'accueil du premier Planétarium de Reims.
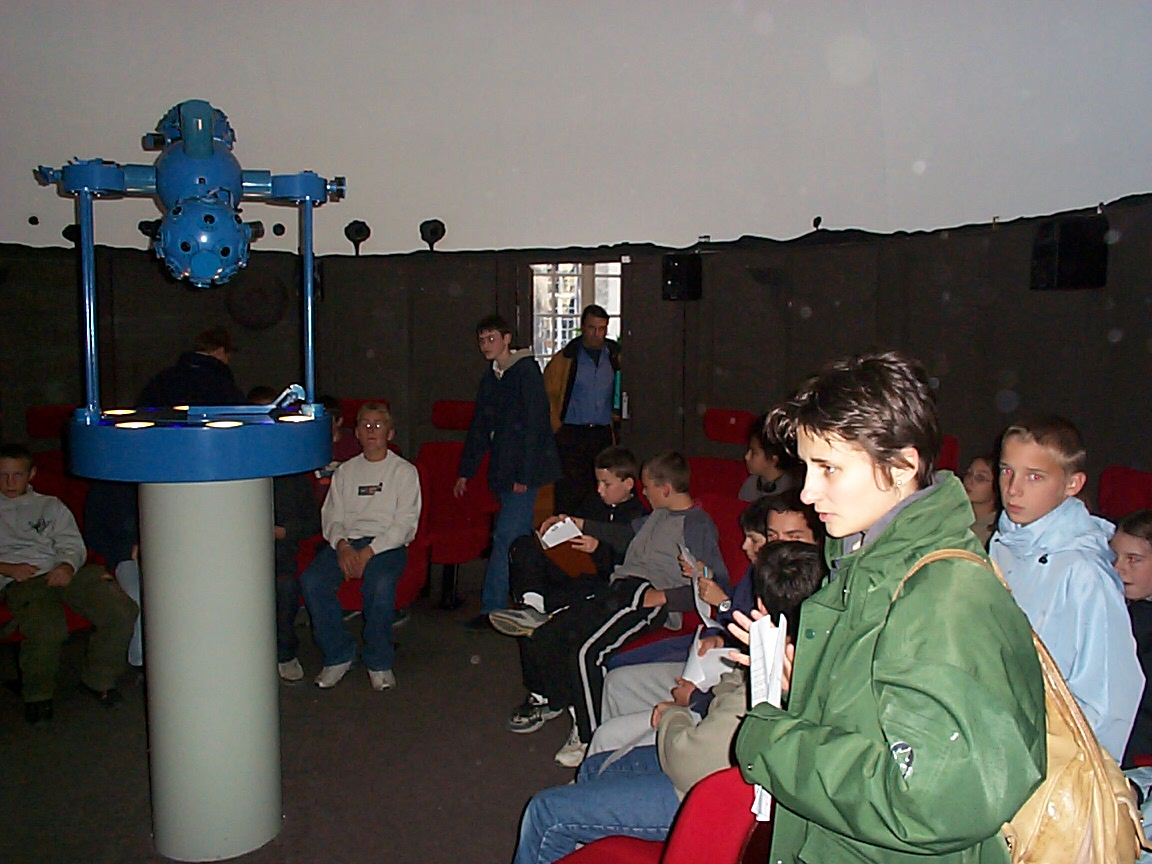
L'intérieur de la coupole du premier Planétarium avec le projecteur ZKP2.
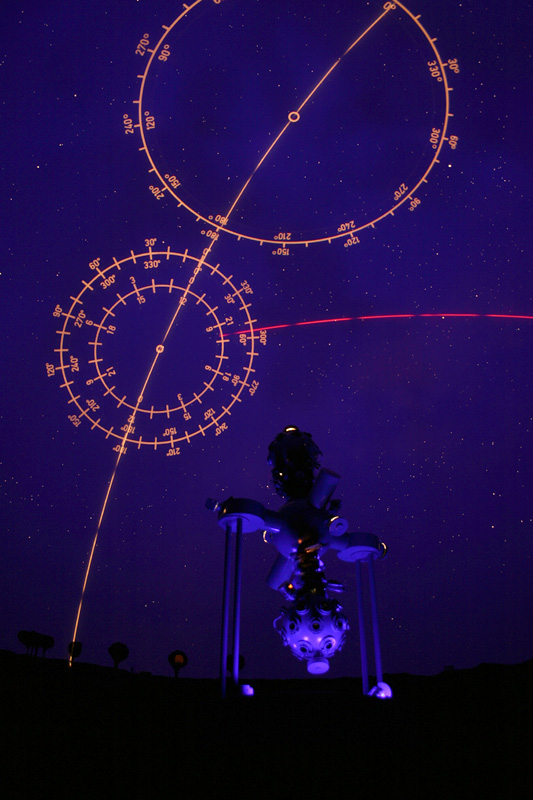
Projection sous la coupole du premier Planétarium de Reims.

Le nouveau planétarium, a été ouvert au public le 7 septembre 2013, après 18 mois de travaux pour un coût de 3,4 millions d'euros, dans des locaux neufs, située au 49, rue du Général-de-Gaulle, à Reims. Le bâtiment de forme elliptique est de l'architecte Jean-paul Bonnemaisson. Le bâtiment est traité comme un objet autonome, comme un astre solitaire renvoyant, par ailleurs à l’image des engins partant explorer l’espace; liaison par des passerelles qui amène les visiteurs tels des astronautes embarquant dans une fusée, implantation sur pilotis, brillance de la peau réalisée en écailles de verre comme le bouclier thermique des navettes spatiales.Le cylindre sous le bâtiment a reçu une peau en okoumé verni.De nuit, l'ensemble de cette peau de verre est le support de la mise en scène de quelques-unes des 88 constellations et de leurs déplacements, par l'implantation d'une trame de points lumineux à base de Leeds.

La nouvelle coupole, climatisée, mesure 8 mètres de diamètre pour une capacité de 48 places assises très confortables plus deux places pour les personnes à mobilité réduite. Elle est équipée d’un projecteur astronomique Zeiss ZKP4 avec fibres optiques (coût 450 000 €), et d’un système multimédia comportant trois projecteurs DLP haute définition. La salle de projection est complétée d’un espace scénographique de près de 200 m2. La base de données du planétarium permet de placer le ciel à un moment précis de l'histoire, comme la position des étoiles lors de la Révolution Française en 1789.

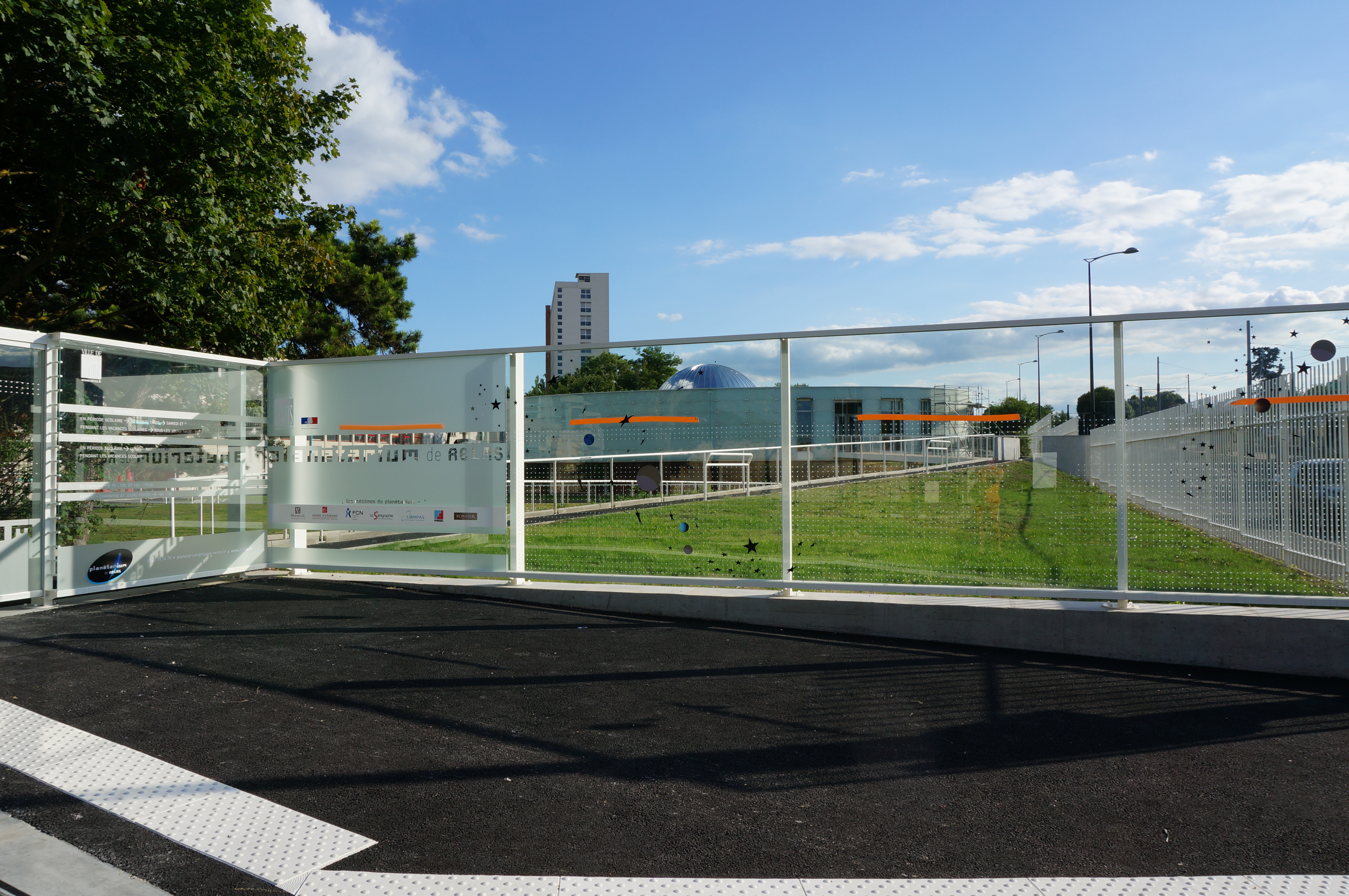
L'entrée du nouveau Planétarium de Reims.
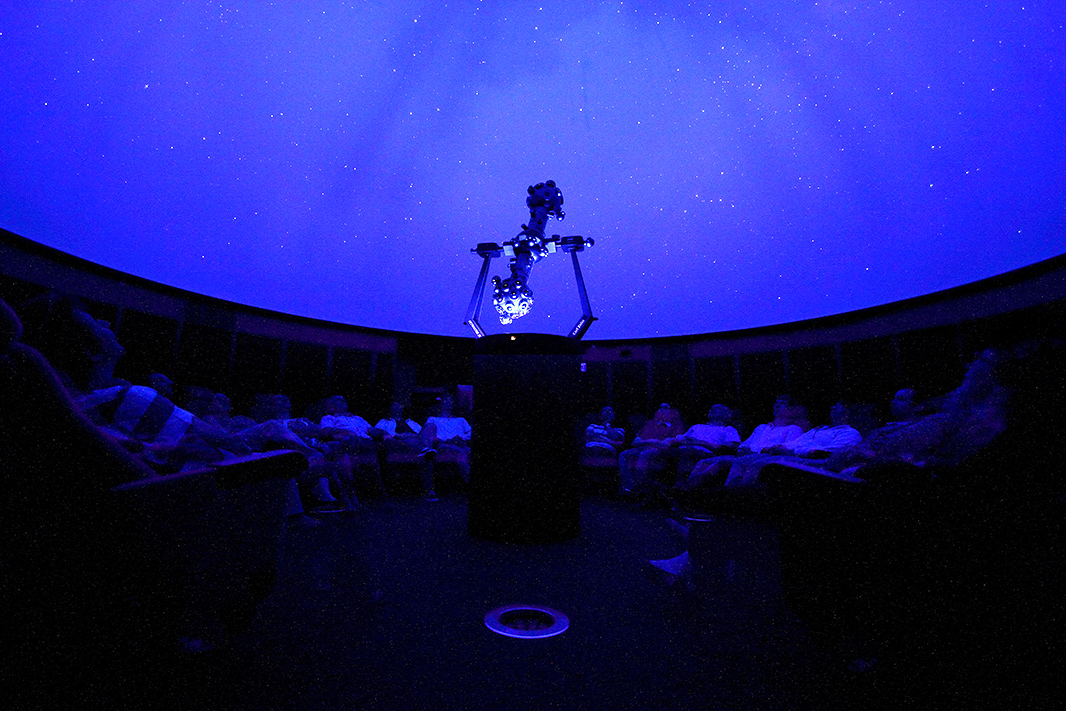
Sous le ciel du nouveau Planétarium de Reims avec le projecteur ZKP4.
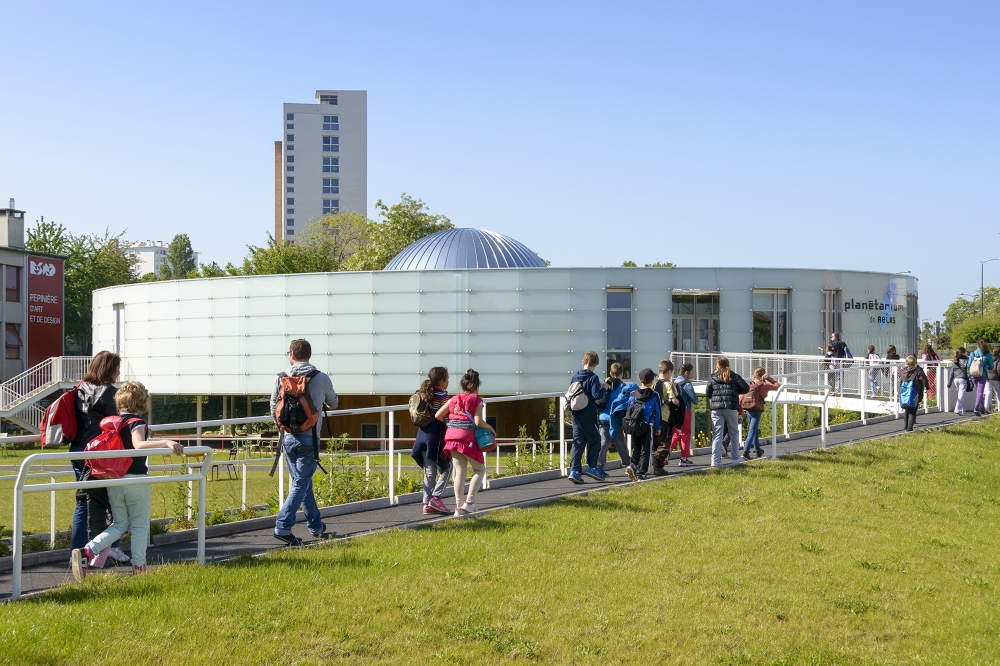
Le nouveau bâtiment du Planétarium de Reims (architecte JP Bonnemaison).
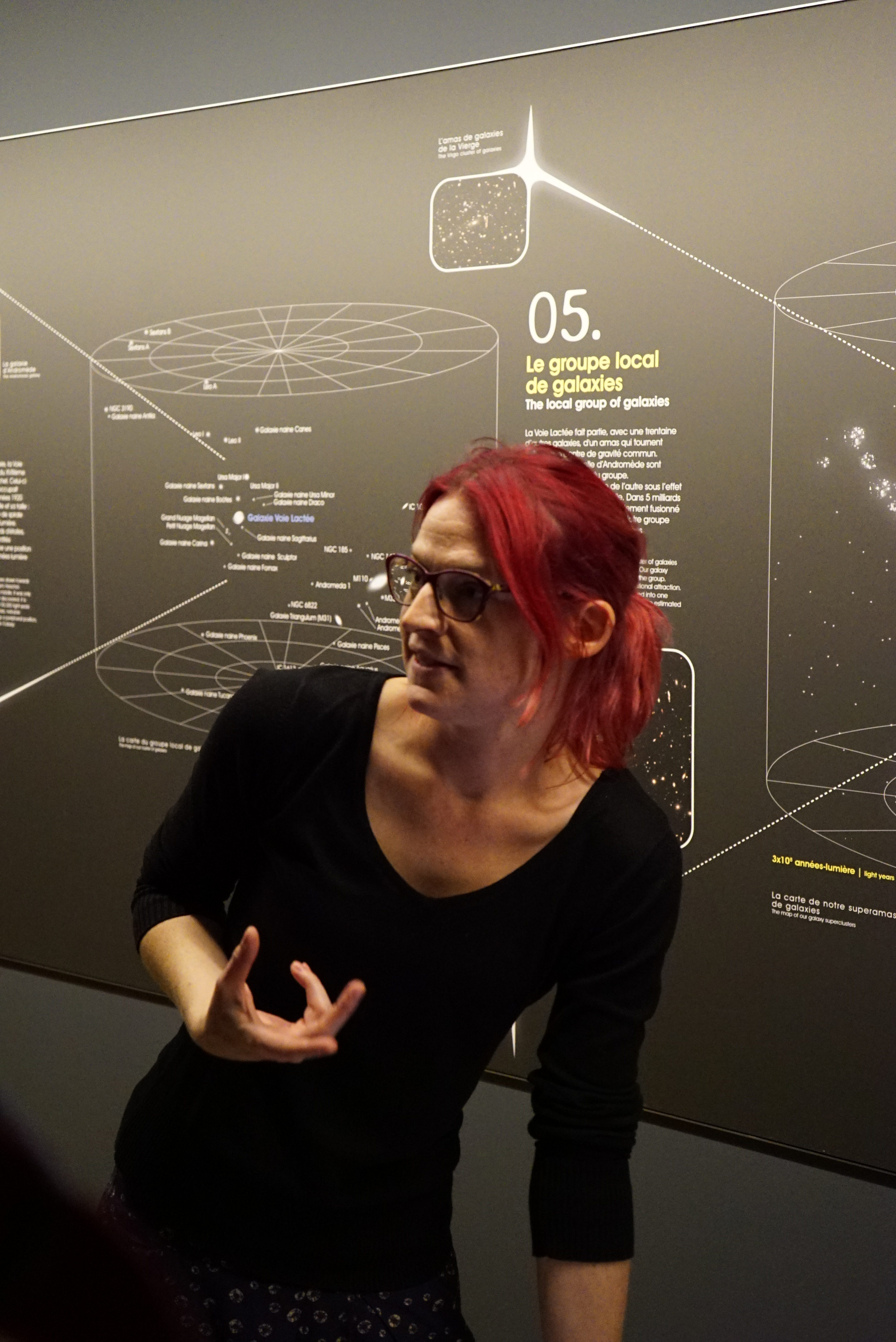
Animation de la Fête de la science en 2015.

## L'horloge astronomique de Jean Legros
L'horloge astronomique exposée dans l'espace scénographique du planétarium, est l'œuvre de Jean Legros (1903-1978).
Cette horloge astronomique presque centenaire est unique en France. Parfaitement fonctionnelle, elle indique les positions des astres sur une carte du ciel, tient compte des irrégularités du calendrier sur des millénaires, indique les positions des planètes, calcule les éclipses et même la date de Pâques.
Ce rémois, pharmacien de son état, également pianiste et compositeur de talent, l'a conçue et réalisée pour sa satisfaction personnelle.

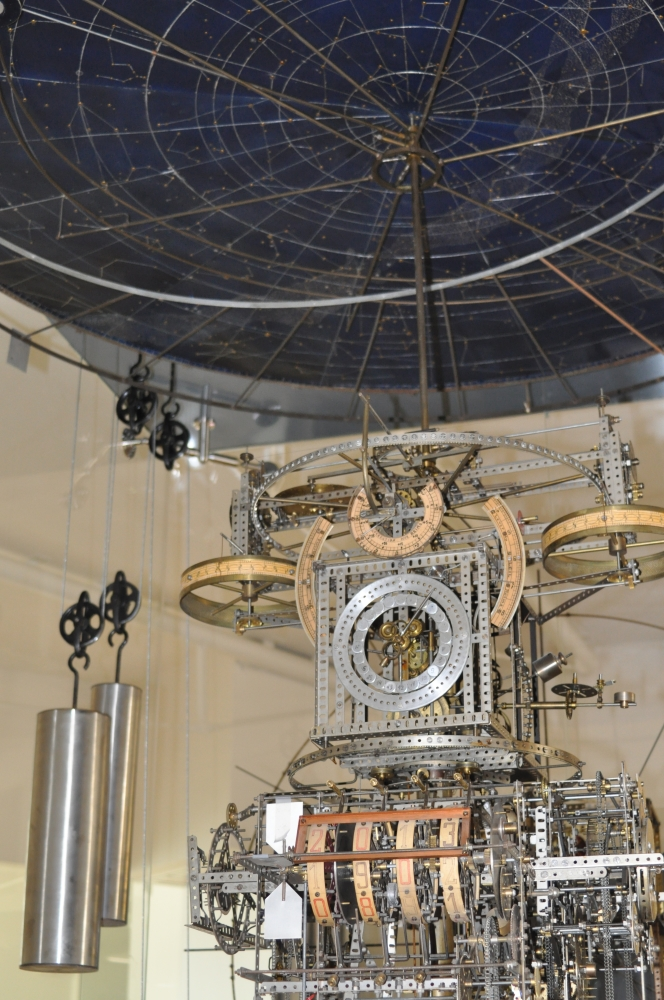
L'Horloge astronomique de Jean Legros.

Il avait gardé de son enfance la passion de la mécanique qu'il mit au service de son très vif intérêt pour les choses du ciel. Il consacra plus de vingt années à la réalisation de ce chef-d'œuvre que les héritiers de Jean Legros ont souhaité donner à la Ville de Reims afin qu'il puisse être admiré de tous.

## Activités
Le planétarium de Reims participe à "Nuits des étoiles".
La ville de Reims, en partenariat avec l’Éducation nationale, propose des "Itinéraires" qui ont pour objectif de mettre en cohérence enseignements et actions éducatives, de les relier aux expériences personnelles des élèves. Deux itinéraires existent en lien avec l'activité du planétarium de Reims :
- La Terre, la Lune et l'Univers : parcours en trois étapes ;
- Les relations entre le Soleil et la Terre : parcours en trois étapes.

## Accessibilité
Le dispositif du planétarium est accessible à tous les publics : personnes à mobilité réduite, malentendants et visiteurs étrangers. Et depuis 2015, les malvoyants bénéficient d'explications descriptives des 7000 étoiles de notre ciel.
Le planétarium est accessible par le tramway et par la gare SNCF Franchet d'Esperey.